# 지아우딘 사르다르

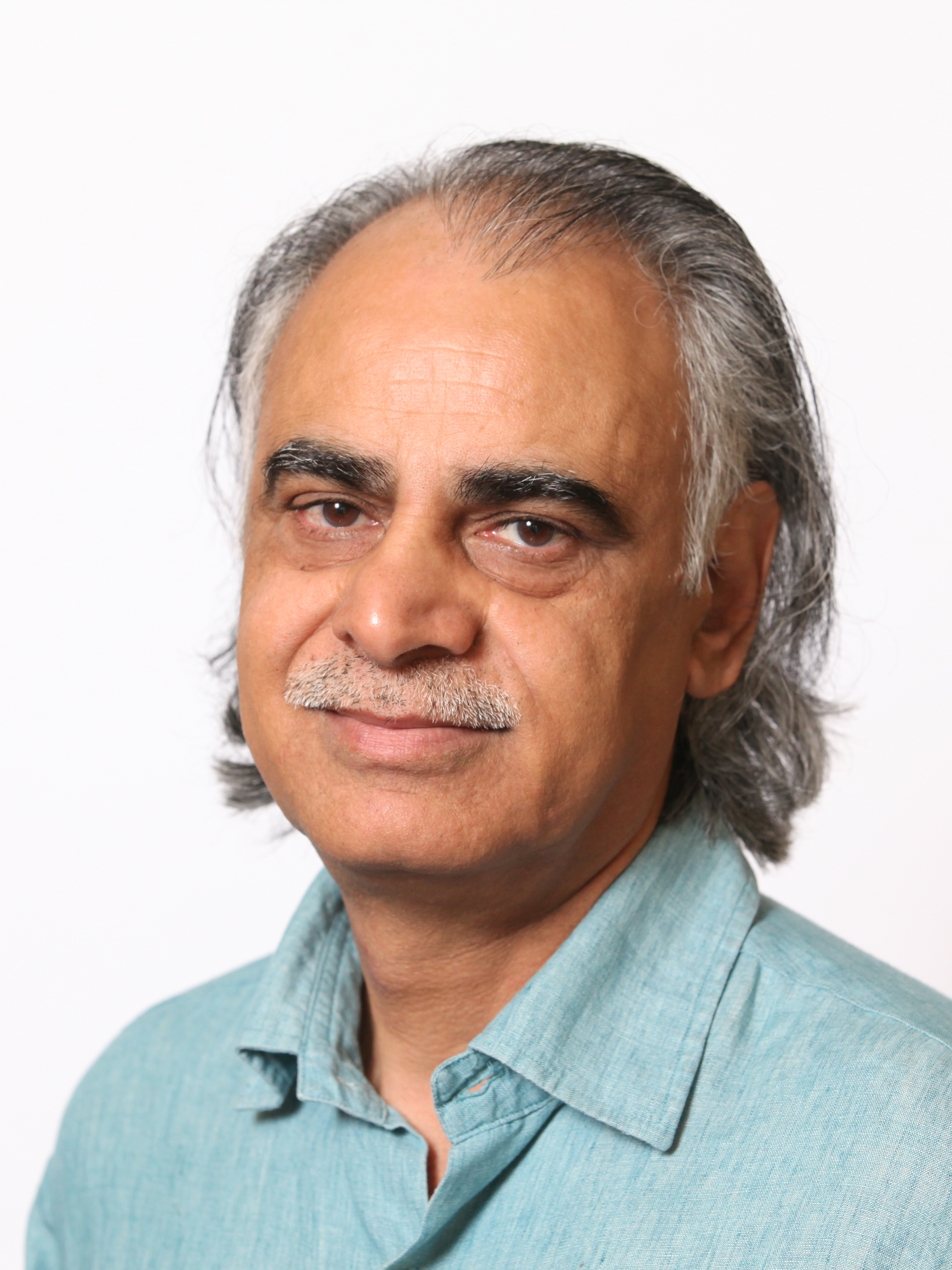
지아우딘 사르다르

지아우딘 사르다르(Ziauddin Sardar, 1951년 10월 31일 - )는 파키스탄계 영국인 문화비평가이자 작가이다. 펀자브의 디팔푸르(Dipalpur)에서 태어났다. 50권이 넘는 책을 썼으며, 저서로 《포스트모더니즘과 그 반대편》(Postmodernism and the Other), 《오리엔탈리즘》(Orientalism), 《이슬람, 포스트모더니즘, 그리고 다른 미래》(Islam, Postmodernism and Other Futures―The Ziauddin Sadar Reader), 《수학사 아는 척하기》(Introducing Mathematics: A Graphic Guide) 등이 있다.

## 같이 보기
- 문화 연구